# Ewald Bastek
Ewald Bastek (ur. 16 lipca 1939 w Bytomiu) – polski pływak i piłkarz wodny, mistrz Polski.

## Kariera sportowa
Był zawodnikiem Polonii Bytom (1950-1959), Legii Warszawa (1960-1961), KSZO Ostrowiec Świętokrzyski (1961-1962) i Ślęzy Wrocław (1962-1967).
Na basenie 50-metrowym zdobył trzykrotnie mistrzostwo Polski (200 m stylem dowolnym - 1958, 400 m stylem dowolnym - 1957, 1958), dwukrotnie wicemistrzostwo Polski (1500 m stylem dowolnym - 1957, 1958) i raz brązowy medal mistrzostw Polski (400 m stylem zmiennym - 1955. na zimowych mistrzostwach Polski wywalczył złote medale w sztafecie 4 x 200 m stylem dowolnym (1957), 200 m stylem dowolnym (1958) i 400 m stylem dowolnym (1958). Był także reprezentantem Polski w piłce wodnej, a w 1959 zdobył z Polonią Bytom mistrzostwo Polski.
Na Igrzyskach Olimpijskich w 1960 był rezerwowym.
Osiągał sukcesy na zawodach weteranów. M.in. był mistrzem Europy na 200 m stylem zmiennym i 400 m stylem zmiennym (2009) i mistrzem świata w tych samych konkurencjach w 2010.
Jego żoną od 1965 jest pływaczka Renata Tykierka.